# Orthésiste
 (juin 2017).
L'orthopédiste orthésiste podologiste autrefois appelé bandagiste (terme encore employé en Belgique et Luxembourg) est un auxiliaire de santé inscrit au code de la santé publique (article L.4364-1), technicien de l'appareillage externe à but thérapeutique : il réalise des orthèses sur mesure ou de série en fonction de la prescription, de la pathologie et morphologie du patient après un examen clinique. Ses compétences théoriques (anatomie, pathologie, psychologie et technologie des matériaux) et ses connaissances pratiques (examen et analyse, conception et réalisation des appareillages) font de l'orthopédiste orthésiste podologiste[réf. nécessaire] un spécialiste de l'appareillage de la tête aux pieds.
Quelques appareillages : orthèses plantaires (semelles), corsets, ceintures, orthèses de main statiques ou dynamiques, bandage herniaire, vêtements compressifs post-opératoires pour grands brulés ou pour SED prothèses mammaires, compression lymphatique et contention veineuse, genouillères articulées, minerves, chaussures thérapeutiques, etc.
En effet, en examen clinique du patient, et respectant la prescription médicale, il conçoit, réalise et délivre l'orthèse qui sera la plus efficace possible. L'éducation thérapeutique fait partie de son travail pour une bonne observance.
Les orthèses peuvent être appliquées sur quasiment toutes les articulations du corps, à l'exception de celles de la mâchoire. Son métier est de maintenir, corriger ou mettre au repos une ou plusieurs parties de l'appareil locomoteur afin de soulager les personnes souffrant de tendinite, polyarthrite, arthrose, SED, fracture, entorse, etc.
Il n'est pas intégré dans des équipes pluridisciplinaires au sein  d'hôpitaux,  car le code de la santé française ne le prévoit pas. On peut le consulter au sein d'un magasin de matériel médical ,en officine ou  indépendant en tant que libéral.

## Formation

### En France
La formation d'orthésiste est ouverte à toutes celles et ceux qui ont une bonne culture générale et une bonne dextérité manuelle. 
Le baccalauréat ou bien 5 ans d'expérience dans le domaine de la santé sont nécessaires pour accéder à la formation; des entretiens et tests de sélection sont réalisés avant l'entrée dans l'une des cinq écoles existantes sur le territoire français.
Cette formation se déroule sur 2 300 heures (1 900 heures de cours magistraux et pratiques et 400 heures de stages). Le public concerné  est varié  (reconversions professionnelles, post bac, podologues, ergothérapeutes, kinésithérapeutes, infirmiers, d'anciens étudiants en médecine, des pharmaciens, des passionnés de sports, etc.
Le diplôme obtenu est de niveau III (bac + 2) permettant l'obtention de l'agrément  de la sécurité sociale avec un n* Adeli qui autorise le remboursement des orthèses par les organismes d'assurance maladie.
Cinq écoles sont référencées par le ministère de la Santé (RNCP - Arrêté du 25 juillet 2015) ; elles se situent à Mazamet, Bron, Poissy, Avignon et Angers.

## Technique
L'orthésiste sait travailler :
- Les matériaux modernes utilisés pour la confection des orthèses plantaires (les semelles orthopédiques)
- Les tissus, la couture et le métal pour la réalisation des corsets et des ceintures sur mesure
- Les plastiques thermoformables, pour la réalisation des corsets d'immobilisation et des orthèses de main, de poignet et de cheville thermoformées
- De nouvelles technologies en 3D sont en train de voir le jour

L'orthésiste a de plus de bonnes compétences en phlébologie pour apprécier très exactement le niveau et la qualité de la contention (compression) nécessaire au traitement de l'insuffisance veineuse de type faible (varicosités, jambes lourdes) à fortes (varices) et sévères (ulcères variqueux).
Histoire de la profession:

ive siècle av. J.-C.[modifier | modifier le code]
Les premiers appareils traumato-orthopédiques apparaissent au ive siècle av. J.-C. avec Hippocrate, qui consacra sa vie à la médecine. En orthopédie, il met au point un banc de bois qui réduit les luxations et les fractures. Le principe de cet appareil est d'immobiliser l'os ou l'articulation pour qu'il se ressoude ou se remette en place selon le cas.
On doit aussi à Hippocrate le principe actuel pour réduire une luxation de l'épaule.
En 1741, Nicolas Andry de Boisregard, professeur en médecine au collège royal de Lyon, invente le mot « orthopédie » avec son livre : L'orthopédie ou l'art de prévenir et corriger les difformités du corps chez les enfants ; le tout par des moyens à la portée des pères et mères et toutes les personnes qui ont des enfants à élever.
Les racines grecques ortho (droit) et pais, paidos (enfant) viennent de ce que l'orthopédie avait pour but, au départ, de redresser les jeunes filles tordues (voir le symbole de l'« arbre tors » (tordu) du livre de Nicolas Andry qui sert actuellement de symbole aux orthopédistes) et d'appareiller les pieds bots, etc.
L'orthopédie est exercée au xviiie et au début du xixe siècle uniquement par des médecins dans des instituts spécialisés comme ceux de Venel (1740-1791) en Suisse, de Delpech à Montpellier, de Pravaz à Paris puis à Lyon, etc.

1860, le terme d'orthopédiste est réservé aux bandagistes, fabricants de corsets et de sabots pour pieds bots.
·       Le corset redresse la colonne vertébrale. Il traite les scolioses (colonne vertébrale tordue) et les cyphoses (dos rond).
·       Le sabot pour pied bot (pied invertébré) moule la déformation sans la corriger mais permet une démarche indolore et plus aisée.
·       Les bandages immobilisent ou protègent les articulations fragiles et réduisent les luxations.
Le premier établissement orthopédique français est créé par François Humbert à Morley (Meuse).
Toujours au xixe siècle, le docteur Pravaz de Lyon, médecin orthopédiste, obtient grâce à des chariots et des appareils d'extension, des réductions de la luxation de la hanche.

xxe siècle[modifier | modifier le code]
Pendant la Première Guerre mondiale, le sens d'orthopédie réservée à l'enfant disparaît. Les chirurgiens d'enfants, sur le champ de bataille, préfèrent des traitements conservateurs aux amputations systématiques. François Calot, chirurgien à Berck, crée le terme de « chirurgie orthopédique de guerre ». Il applique les recettes de mise à plat des articulations d'enfants aux blessés de guerre.
Désormais, même si Ombredane le déplore, il y aura des orthopédistes infantiles (plus tard pédiatriques) et des orthopédistes pour adultes. C'est d'ailleurs en 1918 qu'est créée la Société française de chirurgie orthopédique et traumatologique ou SOFCOT

Les bandagistes travaillent avec les orthopédistes, ils ont pour but premier de garnir les appareils conçus par ces derniers. Ce garnissage consiste en la fixation de fermetures « scratch » ou à lacets. Suivant l'appareil, des parties seront en cuir ou en tissu.
Ce sont les bandagistes qui fabriquent entre autres les semelles, les lombostats, ceintures abdominale, bandage herniaires. Seuls habilités à vendre les produits tels que prothèses mammaires, appareils pour stomisés, livraison de chaises roulantes,...